# 1921 en aéronautique
Chronologie de l'aéronautique
- 1917
- 1918
- 1919
- 1920
- 1921
- 1922
- 1923
- 1924
- 1925

Cet article présente les faits marquants de l'année 1921 en aéronautique.

## Évènements

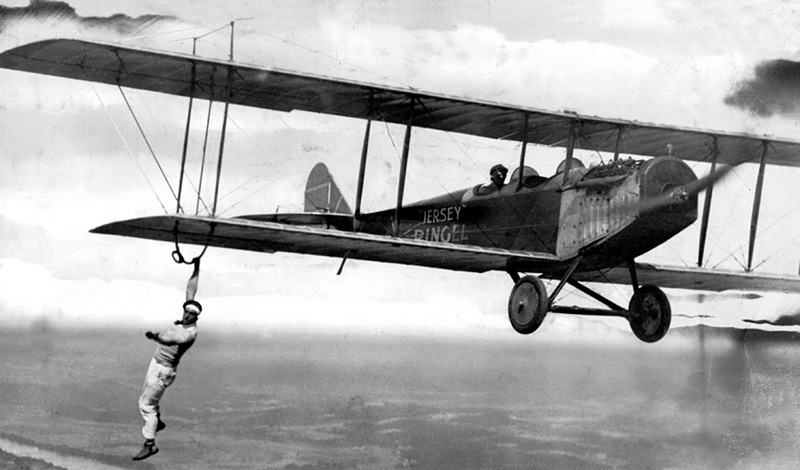
Acrobatie aérienne de Jersey Ringel, photographie parue dans le The New York Times

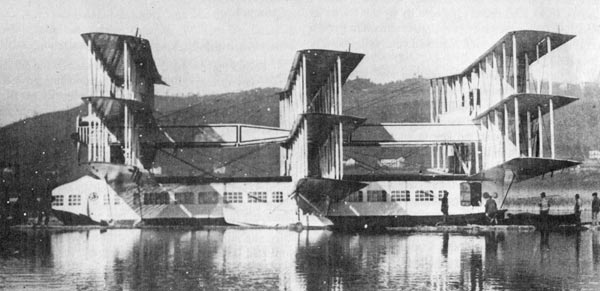
Le Caproni Ca.60, hydravion expérimental

### Janvier
- 15 janvier : premiers essais de l'hélicoptère du français Étienne Œhmichen.

### Février
- 18 février : premier prototype d’hélicoptère d’Étienne Œhmichen.
- 22 février : première traversée des États-Unis d'Ouest en Est (coast to coast) de San Francisco à New York avec escales pour un vol postal. La partie du vol entre North Platte (Nebraska) et Chicago est effectuée de nuit. Durée totale du vol : 33 heures et 20 minutes.

### Mars
- 31 mars : inauguration officielle de l'aéroport de Croydon à Londres.

### Avril
- 1er avril : première traversée directe de la Cordillère des Andes par la Française Adrienne Bolland sur Caudron G.3 au cours d'un vol de 3 h 15, évoluant de Mendoza (Argentine) à Santiago du Chili (Chili)[1].
- 11 avril : Bert Hinckler porte à 1 280 km le record de distance australien sur un Avro 534 Baby.

### Mai
- 13 mai : la compagnie aérienne française Société des Lignes Latécoère devient la Compagnie Générale d'Entreprises Aéronautiques.
- 22 mai : les pilotes français Bossoutrot et d’Or abandonnent l'idée de remporter le Grand Prix des avions doté de 100 000 francs, ces derniers étant victimes d'un dysfonctionnement de leur hélice qui ne leur permet pas de finir leur raid aérien de 2500 kilomètres Paris-Lille-Paris-Pau-Paris-Metz-Paris. Leur rêve de gloire s'arrêtant à Tours[2]...

### Juin
- Juin : premier vol du Potez IX-S.
- 8 juin : premier vol du de Havilland DH.9. Cet avion est équipé d'une cabine pressurisée.
- 18 juin : Grand Prix de l'Aéro-Club de France : un équipage français (d'Or, Drouhin et Lucien Bossoutrot) remportent l'épreuve sur un Farman F.60 Goliath.
- 23 juin : la RAF inaugure son service postal quotidien entre Bagdad et Le Caire.

### Juillet
- 1er juillet : mise en application par l'USAAS du système d'identification individuelle des aéronefs (aircraft serial number) toujours utilisé de nos jours par l'USAF.
- 5 juillet : premier vol du « de Havilland DH.29 Doncaster ».
- 21 juillet : l'Américain Mitchell coule à la bombe un sous-marin allemand et le cuirassé Iowa au cours d'une démonstration devant les autorités militaires américaines. Mitchell veut montrer la supériorité de l'avion.
- 29 juillet : l'Américain Mitchell poursuit ses tests tendant à montrer la supériorité de l'avion aux autorités américaines. Il échappe à la « défense » de New York, et largue sur la ville 17 bombes factices.
- 30 juillet : le Suisse François Durafour pose son Caudron-G3 à plus de 4 300 m sur le dôme du Goûter, au cœur du massif du Mont-Blanc et en redécolle[3].

### Août
- Août : deux agriculteurs américains utilisent un avion pour pulvériser de l'arséniate de plomb sur un champ infesté de parasites.
- 11 août : Giovanni De Briganti remporte à Venise la Coupe Schneider sur son Macchi M.7bis (vitesse de 189,7 km/h.
- 16 août : premier vol de l'hydravion allemand Dornier Libelle.

### Septembre
- 18 septembre : l'Américain Mac Ready bat le record d'altitude en avion : 10 518 mètres.
- 23 septembre : nouvelle démonstration de l'Américain Mitchell sur la supériorité de l'avion : il coule le cuirassé USS Alabama.
- Juin à septembre : les Américains utilisent des avions pour surveiller les départs de feux de forêts dans les parcs nationaux. Plus de 300 000 km de mission en quatre mois pour 832 départs de feu signalés.
- 26 septembre : Joseph Sadi Lecointe établit un nouveau record de vitesse : 330,275 kilomètres par heure (vitesse moyenne) avec un monoplan Nieuport no 6 à moteur de 300 chevaux[4].

### Novembre
- 21 novembre : premier ravitaillement en vol de façon acrobatique en Californie.